# Aramatle-qo
Aramatle-qo ou Amtalqa est un roi de koush méroïtique du VIe siècle av. J.-C.,,. 

## Famille
Aramatle-qo est le fils et le successeur du roi Aspelta et de la reine Henuttakhbit. Il a eu plusieurs épouses : 
- Atmataka, sa pyramide est située à Nuri (Nu. 55). Un scarabée-cœur appartenant à Atamataka a été trouvé à Nu. 57.
- Piankhher. Enterrée à Nuri (Nu. 57)
- Akhe (qa ?) était une fille d'Aspelta (et peut-être de Henuttakhbit). Elle était peut-être la sœur-épouse d'Aramatle-qo. Elle est enterrée à Nuri (Nu. 38)
- Amanitakaye était une fille d'Aspelta et une sœur-épouse d'Aramatle-qo. Elle est la mère du roi Malonaqen. Enterré à Nuri (Nu. 26). Connu grâce à un shawabti et d'autres objets funéraires.
- Maletasen est connu de nombreux ouchebtis. Elle fut enterrée à Nuri (Nu. 39).

## Monuments
Aramatle-qo est principalement attesté par sa pyramide Nu 9 à Nuri qui date de la fin du VIe ou Ve siècle av. J.-C. Un objet votif portant son nom est originaire de Méroé. Un bijou provenant de la pyramide d'Aramatle-qo, un collier en or portant son nom, a été retrouvé ici. Il a peut-être appartenu au roi lui-même ou à l'un de ses courtisans.

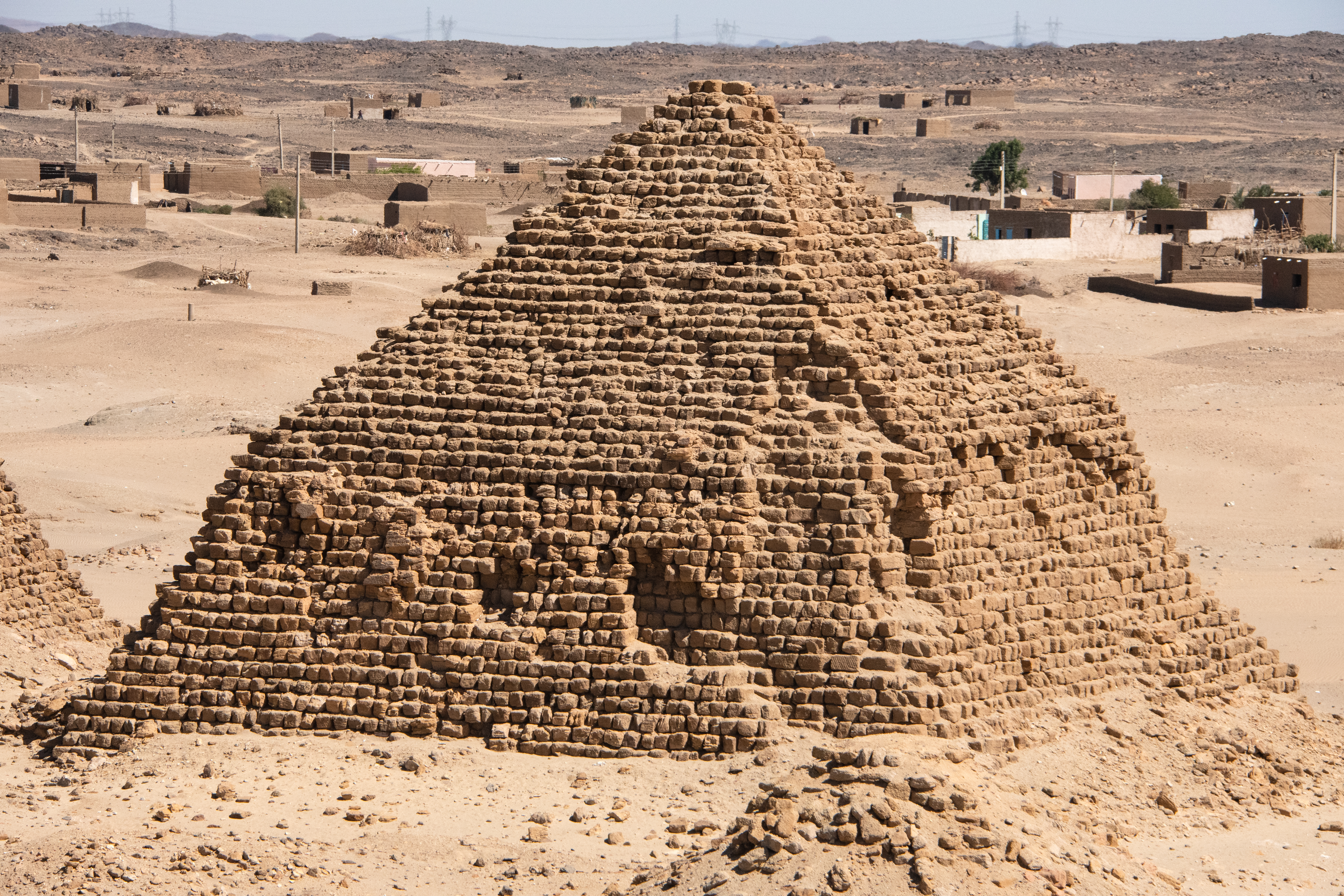
Pyramide de Nuri IX d'Aramatle-qo.
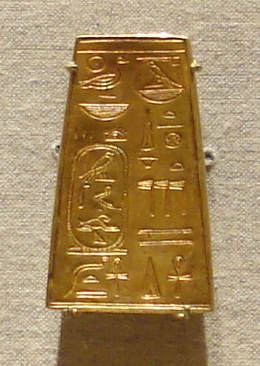
Collier napatéen en or, VIe siècle av. J.-C., gravé en hiéroglyphes égyptiens au nom d'Aramatle-qo.